# Conrad Lant
Conrad Thomas Lant, noto anche con lo pseudonimo di Cronos (Londra, 15 gennaio 1963), è un cantautore e bassista inglese noto per essere bassista e vocalist della band Black/Speed Metal Venom dal 1979 al 1987 e, in seguito al momentaneo abbandono per la carriera solista, nuovamente dal 1995.

## Biografia
Conrad nacque a Londra dove visse durante gli anni '60, vivendo vicino a band come gli Who e i Rolling Stones, che vedeva per strada lungo il percorso per andare e tornare da scuola che percorreva insieme a sua madre, e di nuovo in tv durante le loro prime esibizioni. Durante i primi anni '70, la sua famiglia decise di trasferirsi nel nord-est dell'Inghilterra dove suo padre riuscì a trovare opportunità di lavoro sui cantieri navali e nelle miniere di carbone. In questi anni Conrad, andando a scuola, imparò a suonare la chitarra grazie a un insegnante di musica che notò il suo grande interesse. Quest'ultimo gli offrì lezioni extra durante le pause pranzo e gli consentì anche il pieno accesso agli strumenti musicali della scuola.

### Primi anni (1978-1979)
Cronos iniziò la sua avventura musicale nel 1978 in una band chiamata "Album Graecum" dopo aver letto nella libreria della scuola che il termine significasse "merda di cane pietrificata". La band era un incrocio tra il punk e la musica rock. Cronos suonava la chitarra e prova a scrivere alcune canzoni con il cantante, ma era difficile che il resto del gruppo fosse interessato a comporre inediti, quindi durante le prove la band finiva per suonare canzoni dei Sex Pistols, The Clash, T-Rex, David Bowie, UFO, Judas Priest, AC/DC e dei Motorhead, continuando comunque a scrivere idee per le sue canzoni.
Ma il giovane Cronos era sempre alla ricerca di altri musicisti con cui collaborare, e dopo un po' di tempo formò un altro gruppo chiamato "Dwarfstar", molto più rock/metal che punk e con i primi segni di influenze sataniche, scrivendo titoli di canzoni come Sons of Satan, Bloodlust e Welcome To Hell. Cronos iniziò a disegnare i loghi delle band e iniziò a incorporare pentacoli e immagini oscure del satanismo nella sua arte.

Il pentacolo con la punta rivolta in basso è un simbolo frequente del Satanismo.

Dopo aver iniziato a lavorare per circa sei mesi negli Impulse Studios a Wallsend, Cronos incontrò una ragazza in un bar per hamburger e una sera venne invitato a casa sua. Quest'ultima era lì con un'altra ragazza e il suo ragazzo, che era un chitarrista [Jeff Dunn], e così Cronos iniziò a parlare con lui di musica e molto altro. Cronos disse lui di essere alla ricerca di altri musicisti per una nuova band, aggiungendo che stava lavorando con altri musicisti che facevano cover, ma non era soddisfatto di tutti loro.
Così Mantas lo invitò a vedere cosa stava facendo con la sua band alle prove. La band di Jeff Dunn si chiamava Guillotine e che era una sorta di tribute/cover band dei Judas Priest. il chitarrista Jeff aveva anche lunghi capelli biondi e con il suo look sembrava un'imitazione fedele di KK Downing.
Intanto Cronos lavorava per la Neat Records come direttore artistico curando l'aspetto delle relazioni con gli artisti e avendo ascoltato la maggior parte delle nuove band nella zona, aveva molta esperienza nel valutare le band. La prima cosa che Conrad pensò è che la band facesse schifo alla grande, con la batteria al peggio, totalmente fuori dal tempo e semplicemente approssimativa, e pensò che se avesse qualche possibilità di lavorare con queste persone, la prima cosa che avrebbe dovuto fare sarebbe stata eliminare l'atteggiamento da cover band. Il fatto è che il batterista e il cantante lavoravano in una fabbrica di acciaio e il chitarrista era un benzinaio, quindi non sapevano nulla degli studi di registrazione o delle sale da concerto, o qualsiasi cosa avesse a che fare con la registrazione o suonare dal vivo ecc.... Erano musicisti terribili, ma c'era qualcosa in loro che a Conrad piaceva, e in più gli sembrava di avere una lavagna semplice con questi ragazzi, così che potesse influenzare la direzione in cui erano diretti. Non si prendevano troppo sul serio e sembravano divertirsi e divertirsi anche nel suonare, quindi Cronos pensò di dargli una possibilità e vedendo cosa ne sarebbe venuto fuori.
Così, dopo essersi esibito con la sua band scolastica, i Dwarfstar, Conrad Lant viene invitato da Jeffrey Dunn a sostituire il chitarrista Dave Rutherford che aveva lasciato la sua band chiamata Guillotine e così Conrad entra nella band al suo posto come chitarrista nel 1979.
Nel 1980, la band vede l'uscita del bassista Alan Winston e così Jeffrey Dunn chiede a Conrad Lant di poter cambiare il suo ruolo in quello di bassista ed intanto la band cambia nome in "Venom". Nel 1981 il cantante del gruppo, Clive Archer, lasciò la band venendo sostituito interamente da Cronos.

### Carriera solista (1988-1995)
Nel 1988 Conrad lasciò i Venom per iniziare una carriera solista trasferendosi negli USA insieme ai due chitarristi Mike Hickey e James Clare presenti nell'album Calm Before The Storm per proseguire su nuove direzioni musicali differenti dallo stile musicale dei Venom. La band pubblicò 2 album: Dancing in the Fire nel 1990 e Rock 'n' Roll Disease nel 1993 con uno scarso successo. Un terzo album dal titolo Triumvirate era previsto per il 1996 con la presenza del batterista Mark Ramsay Wharton (ex-Acid Reign ed ex-Cathedral) nella line-up. L'album non fu più pubblicato in parte per via della reunion dei Venom nel 1995, ma soprattutto perché quando la band era in studio per registrare l'album, ebbe un sacco di problemi con le parti di chitarra registrate sulle quali è rimasto uno strano suono, come un corto sui cavi - a detta di Cronos -. Perciò c'era bisogno di sostituire tutte le parti di chitarra ri-registrandole prima di poter pubblicare l'album. Ad ogni modo 3 tracce inedite che sarebbero poi finite nell'album sono state pubblicate in una raccolta della band intitolata Venom. I brani sono rispettivamente Know Evil, Babylon e Ye Of Little Faith dai quali si evince un'intenzione di voler irrobustire il sound su uno stile mid-tempo Groove Metal.
Inoltre si dedicò anche a collaborazioni con band come gli Enthroned, i Cradle of Filth, i Warpath, i Massacre, gli Hammerfall e i Necrodeath, producendo anche alcuni album di questi gruppi.

### Ritorno nei Venom (1995-oggi)

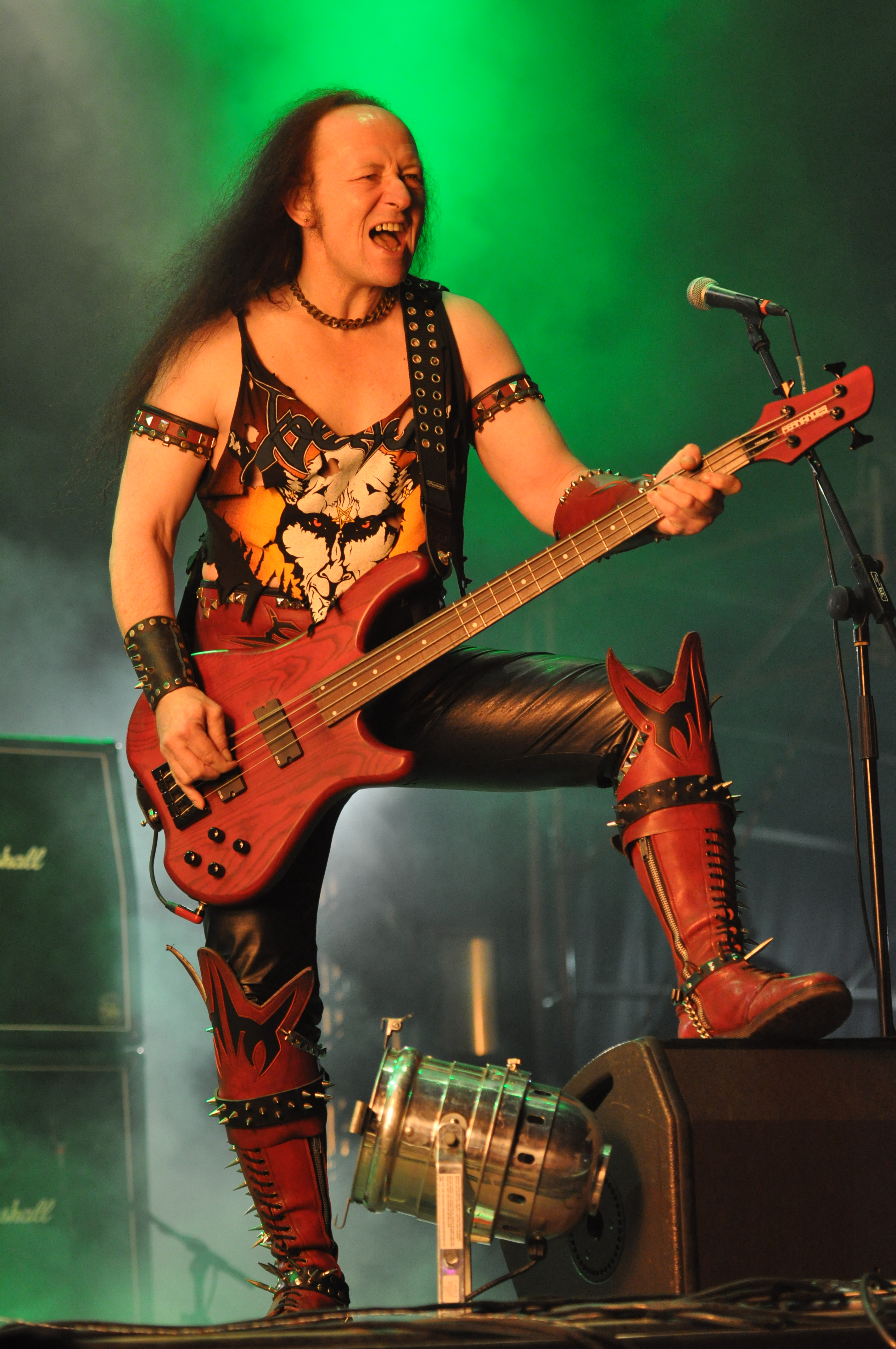
Cronos con i Venom nel 2013

Intanto i Venom si erano sciolti nel 1993, incapaci di proseguire senza Cronos. Fu lo stesso bassista a rifondare il gruppo nel 1995, stufo della sua carriera da solista. Nel 1997 pubblica Cast in Stone, seguito poi nel 2000 da Resurrection. Successivamente Cronos dovette prendersi una pausa a causa di un infortunio che lo rese incapace di suonare per alcuni anni, durante i quali lavorò come programmatore.
Cronos ritornò e riformò i Venom nel 2003 con suo fratello Antton alla batteria e Mykvs alla chitarra. Nel 2006 riceve da Mantas l'autorizzazione a proseguire la carriera da solo col nome Venom perché Mantas pensava di terminare la sua carriera. La band ha pubblicato un nuovo disco, Metal Black, e ha iniziato un lungo tour.

## Altre attività, curiosità e vita privata

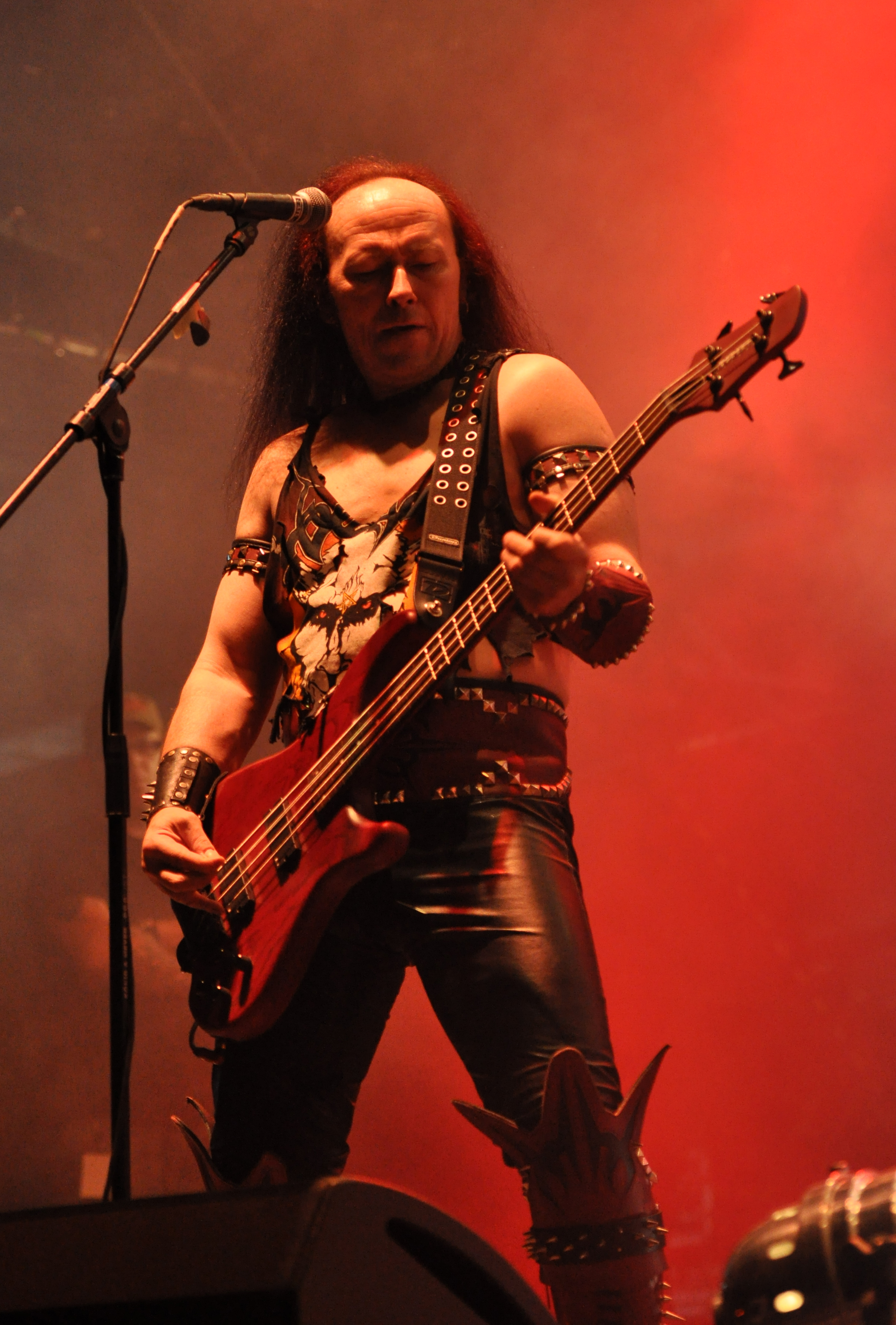
Cronos sul palco nel 2013

Cronos fu assistente tecnico presso gli Impulse Studios della Neat Records; inoltre pare che sia il cugino del musicista black metal belga Nornagest (Régis Lant), chitarrista e vocalist della band Enthroned.
Durante la prima metà degli anni '90 ha vissuto negli USA, dove ha sviluppato la sua carriera solista e dove, parallelamente alle sue attività musicali, è stato anche istruttore di aerobica. Durante alcuni live ha indossato delle t-shirt del centro fitness World Gym di Santa Monica, il quale ha anche diverse filiali in franchising sparse in tutto il mondo.
Dopo essere rimasto ferito in un incidente di arrampicata nel 2000 (che lo lasciò incapace di suonare il basso o cantare per alcuni anni), si dedicò all'uso del computer per passare il tempo e studiò la programmazione dei videogiochi, imparando le abilità del software 3D e lavorando come principale ingegnere multimediale per le società di computer K-Class Systems e Globalfibre.tv.
In svariate interviste ha espresso la sua ammirazione platonica per la cantante Kate Bush, di cui ha dichiarato di possedere tutti i video.

## Strumentazione

### Bassi
- Bulldozer Bass
- Aria Pro II SB1000 (Matte Black with Natural Stripe)
- Aria Pro II SB1000 (Red with Natural Stripe)
- Ibanez Destroyer Bass (Red Finish)
- Gibson EB-0 SG Bass (Van Halen styled Finish)
- Steinberger Bass (Burgandy/Brown Finish)
- Fender Jazz Bass (Black Finish/with LED Lights)
- Fender Jazz Bass (Red Finish/with LED lights)
- Fernandes 4 String Tremor Bass (Black Finish/w\Custom Neck)
- Fernandes 4 String Tremor Bass (Burgandy Finish/w\Custom Neck)

I due bassi (un Flying V e un Precision) utilizzati nel live all'Hammersmith del 1984 sono stati distrutti da Cronos durante il concerto.

### Amplificatori
- Marshall Amps

## Discografia

### Con i Venom

#### Album in studio
- 1981 - Welcome to Hell
- 1982 - Black Metal
- 1984 - At War with Satan
- 1985 - Possessed
- 1987 - Calm Before the Storm
- 1997 - Cast in Stone
- 2000 - Resurrection
- 2006 - Metal Black
- 2008 - Hell
- 2011 - Fallen Angels
- 2015 - From the Very Depths
- 2018 - Storm the Gates

#### Album dal vivo
- 1986 - Eine Kleine Nachtmusik

#### Raccolte
- 1986 - The Singles 80-86
- 1996 - Black Reign
- 1997 - From Heaven to the Unknown
- 2002 - In League with Satan

#### EP
- 1986 - Nightmare
- 1996 - Venom '96
- 2017 - 100 Miles to Hell

### Con i Cronos

#### Album in studio
- 1990 - Dancing in the Fire
- 1993 - Rock 'n' Roll Disease

#### Raccolte
- 1995 - Venom
- 2006 - Hell to the Unknown: Anthology